# Dag Burgos
Dag René Burgos Spangen (ur. 21 października 1966) – gwatemalski biegacz narciarski, uczestnik igrzysk olimpijskich w Calgary. Jego bratem jest Ricardo, również biegacz narciarski.

## Osiągnięcia

### Igrzyska olimpijskie
| Miejsce | Dzień     | Rok  | Miejscowość | Konkurencja             | Czas biegu | Strata   | Zwycięzca           |
| ------- | --------- | ---- | ----------- | ----------------------- | ---------- | -------- | ------------------- |
| 80.     | 15 lutego | 1988 | Calgary     | 30 km stylem klasycznym | 1:24:26,3  | +23:12,2 | Aleksiej Prokurorow |
| 80.     | 19 lutego | 1988 | Calgary     | 15 km stylem klasycznym | 41:18,9    | +11:41,9 | Michaił Dewiatarow  |